# جيم ستيوارت
جيم ستيوارت (بالإنجليزية: Jim Stewart)‏ (مواليد 9 مارس 1954) هو لاعب كرة قدم. يلعب مع منتخب اسكتلندا لكرة القدم. سبق له أن لعب في كأس العالم لكرة القدم مع منتخب بلاده.

## مسيرته الكروية
لعب جيم ستيوارت خلال مسيرته الاحترافية مع 6 أندية في سبعة عشر موسمًا ولم يسجل خلالها أي هدف ضمن 258 مباراة. حيث فاز في موسم واحد بالكأس ولم يفز بأي دوري.
خاض جيم ستيوارت مسيرته مع نادي كيلمارنوك في موسم 1972–73 ليلعب معه ستة مواسم، مشاركًا في 158 مباراة ولم يسجل أي هدف. ثم انتقل إلى نادي ميدلزبره في موسم 1978–79 واستمر معه طيلة ثلاثة مواسم، حيث شارك في 34 مباراة ولم يسجل أي هدف أيضًا. لينتقل بعدها إلى نادي رينجرز في موسم 1980–81 ليلعب معه أربعة مواسم، مشاركًا في 56 مباراة ولم يسجل أي هدف أيضًا. ثم انتقل إلى نادي دمبرتون في موسم 1983–84 لمدة موسم واحد، مشاركًا في مباراتين ولم يسجل أي هدف أيضًا. هذا وانتقل لاحقًا إلى نادي سانت ميرين في موسم 1984–85 ولمدة موسمين، لم يشارك في أي مباراة ولم يسجل أي هدف أيضًا. ثم انتقل بعدها إلى نادي بارتيك ثيسل في موسم 1986–87 لمدة موسم واحد، مشاركًا في 8 مباريات ولم يسجل أي هدف أيضًا.

## روابط خارجية
- جيم ستيوارت على موقع الاتحاد الإسكتلندي (الإنجليزية)
- جيم ستيوارت على موقع قاعدة بيانات كرة القدم.إي يو (الإنجليزية)
- جيم ستيوارت على موقع ناشيونال فوتبول تيمز (الإنجليزية)
- جيم ستيوارت على موقع عالم كرة القدم.نت (الإنجليزية)